# Yahoo! KPost
Yahoo! KPost為雅虎公司其中一項服務，於香港、韓國及印尼推出。
此服務類似討論區，用戶可自由建立討論版，並參與當中的討論，除了閱讀討論以外，其餘大部份功能均需要先登入Yahoo帳戶才能使用。
香港版KPost於2010年10月推出。於2012年8月，香港版網站發出告示，表示為集中資源提升雅虎香港平台上整體服務，故於同年9月29日起關閉網站。韓國版和印尼版亦列出同樣告示，指於8月31日起停止接受新帖子，並會於11月29日關閉網站。
而當前，全部總共六個網址皆已經關閉，2013年1月8日起，Yahoo! KPost全數走入歷史，詳見外部連結。